# Törley

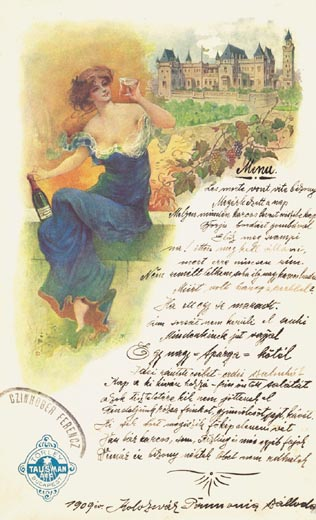
Prijslijst van Törley uit 1909

Törley is een Hongaarse producent van mousserende wijnen.

## Geschiedenis
Het bedrijf is opgericht in 1882 door Joseph Törley en uitgegroeid tot een van de grootste mousserende wijnproducenten van Europa en anno 2011 marktleider in Hongarije.
Joseph Törley leerde het vak in Reims en richtte in 1882 zijn fabriek op in Budafok, een buitenwijk van Boedapest. Joseph was succesvol maar had geen kinderen en het bedrijf werd voortgezet door zijn broers en hun kinderen. Onder leiding van de familie floreerde het bedrijf uitstekend.
In 1910 ontstond er een behoorlijke concurrentie onder champagneproducenten in Europa, alleen al in Budafok waren er achttien producenten. Törley behield echter zijn toonaangevende positie en grootste marktaandeel. Met een productie van ruim twee miljoen flessen per jaar was Törley een van de grootste producenten in Europa.
Toen na de Eerste Wereldoorlog het verdrag van Trianon werd getekend stortte de productie van Törley in en tijdens de depressie van de jaren dertig werd een dieptepunt bereikt met 200.000 flessen per jaar. Daarna trok de vraag weer aan en in de Tweede Wereldoorlog bereikte de productie alweer een miljoen flessen per jaar.
Gedurende de Tweede Wereldoorlog was de vraag naar champagne groter dan het aanbod. Het was erg moeilijk om een strategie voor de toekomst te bepalen. Een bombardement, dat het hoofdgebouw van Törley compleet verwoeste, maakte in 1944 een eind aan de toekomstplannen.
In 1949 bestond het Törley imperium slechts uit vier personeelsleden die de wijnen uit oude voorraad verkochten en werd Törley genationaliseerd door de Communisten. De wijnhuizen Francois en Törley werden samengevoegd.
De productie werd weer opgestart in 1951 met Törley als enige mousserende wijnfabriek in Hongarije onder de supervisie van Unicum (the Unicum Liqueur Factory). Door de toenemende vraag en mogelijkheden tot export produceerde de fabriek 30 miljoen flessen per jaar. Dit en de toenemende vraag leidde tot productielijnen met de moderne technologie. De “Hungarian wine cellars” (tegenwoordig Hungaria”) namen in 1955 de fabrieken over van Unicum en in 1987 Nam Hungarovin de productie over. Sinds 1992 is Henkell & Söhnlein Hungaria Kft, de grootste aandeelhouder.
Törley produceert mousserende wijnen via de traditionele methode waarbij de wijn voor de 2e keer op fles gist en via de methode Chamat waarbij de 2e gisting op grote vaten geschiedt.

## Productie & Export
Anno 2011 produceert Törley 12 tot 14 miljoen flessen per jaar en heeft het bedrijf ruim 50% van de Hongaarse markt in handen. De export groeit niet alleen naar Europese landen maar ook naar landen in Azië.

## Prijzen
Törley won in haar geschiedenis vele prijzen en medailles en in oktober 2004 werd De Grand Cuvee door The Wall Street Journal uitgeroepen tot de op een na beste mousserende wijn ter wereld. 

## Trivia
De eerste orde "Chevaliers Törley" ter wereld werd in 1987 geïnstalleerd. De leden, bestaande uit bekende Hongaren, worden pas toegelaten na een uitgebreide initiatie waarbij zij onder andere een fles moeten ontdoen van het sediment uit de nek van de fles (“dégorgement”) via een methode die door Törley zelf is ontwikkeld.